# Nicergolina
La nicergolina (DCI, comercializada con el nombre comercial Sermion) es un derivado del hongo cornezuelo (Claviceps purpurea) y se usa para tratar la demencia y otros trastornos con orígenes vasculares. Aumenta la agilidad, claridad y percepción mental. Disminuye la resistencia vascular y aumenta el flujo sanguíneo arterial en el cerebro, mejora la utilización de oxígeno y glucosa en las células cerebrales. Tiene las mismas propiedades vasoactivas en otras áreas del cuerpo, particularmente en los pulmones.
Se utiliza para los trastornos vasculares cerebrales, como la trombosis y la aterosclerosis, obstrucciones arteriales en extremidades, enfermedad de Raynaud, migrañas vasculares y retinopatía.[cita requerida]
La nicergolina ha sido registrada en más de cincuenta países y se ha usado durante más de tres décadas para el tratamiento de trastornos cognitivos, afectivos y trastornos de la conducta de las personas mayores.